# Ъ Дей Ту Римембър
Ъ Дей Ту Римембър (A Day to Remember) е американска рок група, сформирана през 2003 г. в Окала, щата Флорида, от Том Дени (китара) и Боби Скръгс (барабани). Забележителното за тях е смесването на стиловете металкор и поп пънк в едно. В състава са още вокалистът Джереми Маккинън, бас китаристът и беквокалист Нийл Уестфол, другият бас китарист Джошуа Уудард, перкусионистът и барабанист Алекс Шелнът и китаристът Кевин Скеф.

## История
Първият им албум And Their Name Was Treason е издаден през 2005 г. с Индианола Рекърдс. Скръгс е заместен от Шелнът през 2006 г. По-късно бандата записва For Those Who Have Heart (2007) с Виктори Рекърдс. Тръгват на няколко турнета във Великобритания и САЩ и свирят по фестивали, преди да запишат Homesick (2009). По време на концертите за промоция на Homesick, Дени е сменен от Скеф. Скоро след издаването на следващия си албум – What Separates Me From You (2010), групата изнася околосветско турне. През 2011 г. групата се занимава със съдебен спор с Виктори по отношение на звукозаписния им контракт, който спор е разрешен през октомври 2013 г. Последният им албум, Common Courtesy е издаден през същия месец.